# Onset (Massachusetts)
Onset é um lugar designado pelo censo localizado no condado de Plymouth no estado estadounidense de Massachusetts. No Censo de 2010 tinha uma população de 1.573 habitantes e uma densidade populacional de 469,35 pessoas por km².

## Geografia
Onset encontra-se localizado nas coordenadas 41° 44′ 48″ N, 70° 39′ 59″ O. Segundo a Departamento do Censo dos Estados Unidos, Onset tem uma superfície total de 3.35 km², da qual 2.79 km² correspondem a terra firme e (16.69%) 0.56 km² é água.

## Demografia
Segundo o censo de 2010, tinha 1.573 pessoas residindo em Onset. A densidade populacional era de 469,35 hab./km². Dos 1.573 habitantes, Onset estava composto pelo 70.5% brancos, o 9.92% eram afroamericanos, o 0.64% eram amerindios, o 1.02% eram asiáticos, o 0% eram insulares do Pacífico, o 9.28% eram de outras raças e o 8.65% pertenciam a duas ou mais raças. Do total da população o 2.42% eram hispanos ou latinos de qualquer raça.